# Чили на летних Олимпийских играх 1912

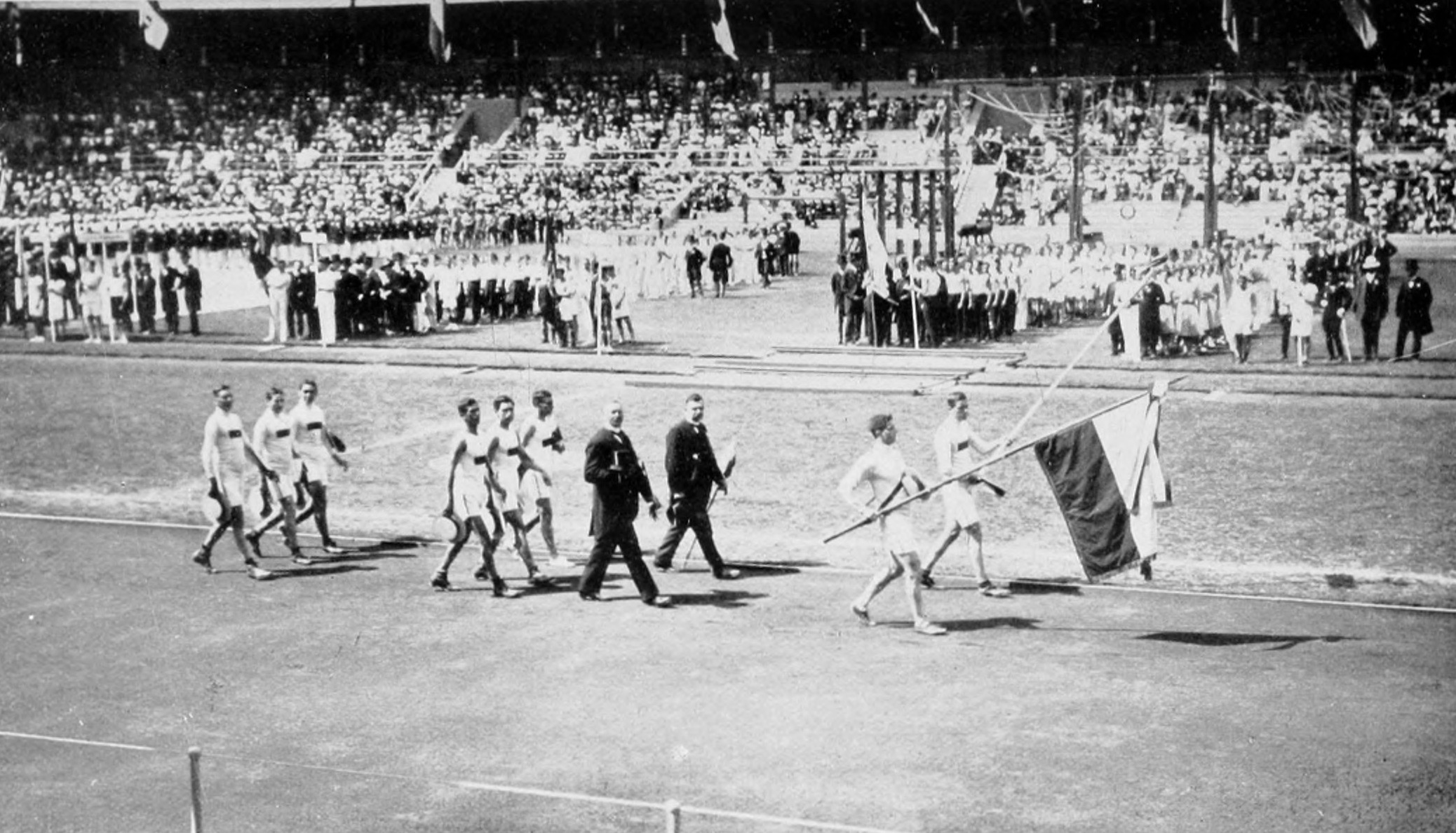
Команда Чили на церемонии открытия Игр

Чили принимала участие в Летних Олимпийских играх 1912 года в Стокгольме (Швеция) после шестнадцатилетнего перерыва, во второй раз за свою историю, но не завоевала ни одной медали.

## Лёгкая атлетика
Чили представляли 6 легкоатлетов.
Рейтинги спортсменов по забегам в дисциплине по бегу.
| Легкоатлет         | Вид                              | Забег      | Забег      | Полуфинал            | Полуфинал            | Финал                | Финал                |
| Легкоатлет         | Вид                              | Результат  | Положение  | Результат            | Положение            | Результат            | Положение            |
| ------------------ | -------------------------------- | ---------- | ---------- | -------------------- | -------------------- | -------------------- | -------------------- |
| Пабло Эйтел        | 100 м                            | ?          | 6          | Не вышел в категорию | Не вышел в категорию | Не вышел в категорию | Не вышел в категорию |
| Пабло Эйтел        | 200 м                            | ?          | 5          | Не вышел в категорию | Не вышел в категорию | Не вышел в категорию | Не вышел в категорию |
| Пабло Эйтел        | 110 м с препятствиями            | 17.2       | 1          | ?                    | 4                    | Не вышел в категорию | Не вышел в категорию |
| Рудольфо Хэммерсли | прыжки через перекладину         | N/A        | N/A        | 1.60                 | 28                   | Не вышел в категорию | Не вышел в категорию |
| Рудольфо Хэммерсли | прыжки с места через перекладину | нет данных | нет данных | 1.40                 | 13                   | Не вышел в категорию | Не вышел в категорию |
| Федерико Мюллер    | 800 м                            | ?          | 5-7        | Не вышел в категорию | Не вышел в категорию | Не вышел в категорию | Не вышел в категорию |
| Леопольд Палма     | 800 м                            | ?          | 4          | Не вышел в категорию | Не вышел в категорию | Не вышел в категорию | Не вышел в категорию |
| Рональдо Салинас   | спортивная ходьба 10 км          | нет данных | нет данных | нет данных           | нет данных           | Не стартовал         | Не стартовал         |
| Альфонсо Санчес    | 5000 м                           | нет данных | нет данных | Не финишировал       | Не финишировал       | Не вышел в категорию | Не вышел в категорию |
| Альфонсо Санчес    | 10000 м                          | нет данных | нет данных | Не финишировал       | Не финишировал       | Не вышел в категорию | Не вышел в категорию |
| Альфонсо Санчес    | марафон                          | нет данных | нет данных | нет данных           | нет данных           | Не вышел в категорию | Не вышел в категорию |

## Велогонки
Чили представляли 4 велогонщика. Это было первым выступлением страны в данном виде спорта. Альберто Дауни показал лучшее время в индивидуальном зачёте, пройдя трассу и заняв 42е место. В суммарном зачёте команда заняла 9е место из 15 участвовавших команд.

### Шоссейная велогонка
| Велогонщик                                                | Виды                 | Финал      | Финал     |
| Велогонщик                                                | Виды                 | Результат  | Положение |
| --------------------------------------------------------- | -------------------- | ---------- | --------- |
| Альберто Дауни                                            | Индивидуальный зачёт | 11:53:02.5 | 42        |
| Артуро Фридеманн                                          | Индивидуальный зачёт | 12:28:20.8 | 67        |
| Карлос Коллер                                             | Индивидуальный зачёт | 12:13:49.2 | 58        |
| Хосе Торрес                                               | Индивидуальный зачёт | 12:39:39.5 | 74        |
| Альберто Дауни Артуро Фридеманн Карлос Коллер Хосе Торрес | Индивидуальный зачёт | 49:14:52.0 | 9         |

## Конный спорт
Прыжки
| Наездник       | Лошадь | Вид       | Финал    | Финал     |
| Наездник       | Лошадь | Вид       | Штрафные | Положение |
| -------------- | ------ | --------- | -------- | --------- |
| Энрике Дейхлер | Чили   | одиночные | 14       | 16        |
| Элиас Янес     | Патриа | одиночные | 24       | 25        |

## Стрельба
Чили представляли два стрелка. Это было первым выступлением страны в данном виде соревнований. Оба стрелка приняли участие в части видов дисциплины, а Эквалл показал лучшие результаты по итогам трёх видов. 
| Стрелок        | Вид                                  | Финал     | Финал     |
| Стрелок        | Вид                                  | Результат | Положение |
| -------------- | ------------------------------------ | --------- | --------- |
| Феликс Алексиа | 600 м из винтовки                    | 61        | 72        |
| Феликс Алексиа | 300 м военная винтовка, 3 позиции    | 77        | 48        |
| Феликс Алексиа | 50 м из пистолета                    | 406       | 38        |
| Феликс Алексиа | 25 м беглый огонь из пистолета       | 259       | 25        |
| Гаральд Эквалл | 600 м из винтовки                    | 67        | 67        |
| Гаральд Эквалл | 300 м из военной винтовки, 3 позиции | 80        | 43        |
| Гаральд Эквалл | 50 м из пистолета                    | 430       | 23        |
| Гаральд Эквалл | 25 м беглый огонь из пистолета       | 217       | 38        |